# Agua Quiza
Agua Quiza ist eine Ortschaft im Departamento Potosí im südamerikanischen Anden-Staat Bolivien.

## Lage im Nahraum
Agua Quiza ist einer von zwei Ortschaften des Kanton Llavica im Municipio Colcha „K“ in der Provinz Nor Lípez. Die Ortschaft liegt am Südrand des Salar de Uyuni, mit einer Fläche von mehr als 10.000 Quadratkilometern größtem Salzsee der Welt.

## Geographie
Agua Quiza liegt auf dem bolivianischen Altiplano zwischen der Cordillera Occidental im Westen und der Cordillera de Lípez im Südosten. Das Klima der Region ist ein typisches Tageszeitenklima, bei dem die mittlere Temperaturschwankung im Tagesverlauf deutlicher ausfällt als im Ablauf der Jahreszeiten.
Nennenswerter Niederschlag fallen nur in den Monaten Januar bis März (siehe Klimadiagramm Colcha „K“), die restlichen neun Monate des Jahres sind arid, der Gesamtniederschlag der Region erreicht keine 100 mm im Jahr. Die Jahresdurchschnittstemperatur liegt bei knapp 7 °C, die Monatswerte schwanken nur unwesentlich zwischen 2 °C im Juni/Juli und 9 °C von November bis März, wobei jedoch nächtliche Frostdurchgänge im ganzen Jahr möglich sind. 

## Verkehrsnetz
Agua Quiza liegt in einer Entfernung von 388 Straßenkilometern südwestlich von Potosí, der Hauptstadt des gleichnamigen Departamentos.
Von Potosí führt die asphaltierte Nationalstraße Ruta 5 in südwestlicher Richtung 198 Kilometer bis Uyuni, von dort führt sie weiter nach Südwesten und erreicht nach 61 Kilometern die Brücke über den Río Grande de Lípez. Hinter der Brücke zweigt die Ruta 5 in nordwestlicher Richtung ab und erreicht nach 36 Kilometern die Ortschaft Río Grande an der Bahnlinie von Uyuni nach Avaroa an der chilenischen Grenze und weiter nach Antofagasta. Die Straße folgt der Bahnlinie in südwestlicher Richtung und erreicht nach weiteren 30 Kilometern Julaca. Direkt hinter Julaca zweigt eine unbefestigte Salzpiste in nordwestlicher Richtung ab und führt auf weiteren 63 Kilometern über Mañica, Colcha „K“, Chuvica und Atulcha nach Santiago de Agencha. Einen Kilometer vor Santiago de Agencha biegt eine Piste in westlicher Richtung ab und erreicht nach sieben Kilometern Agua Quiza.

## Bevölkerung
Die Einwohnerzahl des Ortes ist in den vergangenen beiden Jahrzehnten um etwa ein Drittel angestiegen:
| Jahr | Einwohner | Quelle       |
| ---- | --------- | ------------ |
| 1992 | 66        | Volkszählung |
| 2001 | 100       | Volkszählung |
| 2012 | 87        | Volkszählung |
| 2024 |           | Volkszählung |

Die Region weist einen hohen Anteil Quechua-Bevölkerung, im Municipio Colcha „K“ sprechen 90 Prozent der Einwohner die Quechua-Sprache (2001).